# Dan Slott
Dan Slott (Berkeley, 3 luglio 1967) è un fumettista statunitense.
Slott ha scritto storie per la Marvel Comics e per la DC tra cui Arkham Asylum: Living Hell, Avengers: The Initiative, Ren & Stimpy, She-Hulk, The Thing e The Mighty Avengers.
Dal 2007 al 2018 ha scritto i testi della collana Amazing Spider-Man dedicata all'Uomo Ragno, diventandone uno degli autori più prolifici di sempre. Nel corso del 2012, per via degli eventi di Amazing Spider-Man 700, Slott riceve minacce di morte, arrivando a prendere provvedimenti per vie legali.
Nel 2013, Slott ha annunciato di essere al lavoro su una serie su Silver Surfer insieme al disegnatore Mike Allred. Nella serie, il surfista d'argento sarà accompagnato da una donna, sottolineando la passione di Slott per Doctor Who. Ha partecipato a Doctor Who: The Fan Show; nella puntata pubblicata il 27 ottobre 2015 sul canale YouTube di Doctor Who (o di Doctor Who The Fan Show), assieme a Christel Dee, Luke Spillane e Kezia Newson, commenta l'episodio The Woman Who Lived della nona stagione.